# Сикшни
Си́кшни (латыш. Sikšņi) — населённый пункт в Южно-Курземском крае Латвии. Административный центр Дуникской волости. Расстояние до города Лиепая составляет около 39 км.
По данным на 2017 год, в населённом пункте проживало 213 человек. Есть волостная администрация, почтовое отделение, начальная школа, библиотека, скорая помощь, краеведческий музей.

## История
В советское время населённый пункт был центром Сикшненского сельсовета Лиепайского района. В селе располагалась центральная усадьба колхоза «Uzvara» (рус. «Победа»).